# Castelo Scarborough
O Castelo Scarborough‎‎ é uma ‎‎antiga‎‎ fortaleza medieval Real localizada em um ‎‎promontório‎‎ rochoso com vista para o ‎‎Mar do Norte‎‎ e ‎‎Scarborough,‎‎ ‎‎North Yorkshire, ‎‎Inglaterra. O local do castelo, que abrange o assentamento da Idade do Ferro, ‎‎estação de sinais‎‎ romanos, um assentamento e capela anglo-escandinavo, o castelo do século XII e a bateria do século XVIII, é um ‎‎monumento programado‎‎ de importância nacional.